# Вамешу (Браила)
Вамешу (рум. Vameșu) насеље је у Румунији у округу Браила у општини Силиштеа. Oпштина се налази на надморској висини од 8 m.

## Становништво
Према подацима из 2002. године у насељу је живело 34 становника, од којих су сви румунске националности.